# صنوبر ثمري
الصنوبر الثمري شجرة حراجية مثمرة. الصنوبر الثمري نوع يتبع جنس الصنوبر.

## الوصف
هي شجرة يصل ارتفاعها إلى 25 متراً، تاجها كثيف ومنبسط بشكل مظلة، قشرتها حرشفية ذات لون بني، البراعم أسطوانية الشكل، النبتة حمراء لها حراشف مغطاة بأوبار بيضاء، تجتمع كل ورقتين في غمد واحد، ونادراً كل ثلاثة أوراق، طولها من 8-10 سم، عرضها من 1.5 إلى 2.5 مم، لونها أخضر زاهي، الأزهار المذكرة صفراء مرصعة بالبني، الأزهار المؤنثة باهتة مع بعض البقع الوردية. المخاريط الثمرية بيضوية الشكل أو شبه كروية، محمولة على عنق قصير، طولها من 8-10 سم وعرضها من 7-10 سم، تتألف من حراشف سميكة ذات رأس عريض. البذور كبيرة جداً ولها غلاف سميك وقاس وتستعمل في التغذية.

## التوزيع الجغرافي والبيئة
يوجد الصنوبر الثمري في كل المناطق المحيطة بالبحر الأبيض المتوسط ولا يعرف موطنه الأصلي، إذ أن الإنسان أدخله إلى هذه المناطق لاستعمال بذوره في التغذية قبل زمن بعيد جداً. يتواجد بكثرة في بلاد الشام وبالأخص في لبنان حيث يشكل غابات متسعة الأرجاء.
يتطلب الصنوبر الثمري حرارة ونور ويحب الأتربة الخفيفة والعميقة ويخشى الأتربة الثقيلة قليلة النفاذية وهو يقاوم رياح البحر ويمكن استعماله في تشجير الرمال الساحلية. يزرع الصنوبر الثمري من أجل البذور وليس من أجل الخشب.